# Miguel Brizuela
Miguel Marcos del Rosario Brizuela Bazavilvazo fue un militar mexicano. Nació en Colima el 7 de octubre de 1822, siendo hijo de Tomás Brizuela García (hijo de Tomás Brizuela y de Luna, hermano de Diego, padre del coronel Anastacio Brizuela) y Juana Bazavilvazo Lara. Desde su juventud se radicó en Atemajac, donde se desempeñó como jefe de la fundición más importante de la época. Elegido, durante varias ocasiones, diputado local por Jalisco. Durante la Segunda Intervención Francesa en México se dedicó, de forma secreta, a la fabricación de cañones, armas y parque. Finalmente, Brizuela murió luchando en la Batalla de La Coronilla, cerca de Acatlán de Juárez, donde se logró un claro triunfo el 18 de diciembre de 1866. El pueblo donde radicó, posteriormente fue llamado Atemajac de Brizuela.